# Lajvu
Lajvu (egyszerűsített kínai írással: 莱芜) prefektúra szintű város Kínában, Santung tartományban. Lakosainak száma 1 248 636 fő (2006).

## Népesség
| 2006 | 1 248 636 |

## Testvérvárosok
- Kutaiszi